# Divnoe (Kraj di Stavropol')
Divnoe (in russo  Дивное?) è un villaggio della Russia europea meridionale, situato nel Territorio di Stavropol'; è il centro amministrativo del distretto Apanasenkovskij.
Si trova 180 km a nord-est di Stavropol'.